# Kino Máj (Doksy)
Kino Máj, ležící v obci Doksy v okrese Česká Lípa v Libereckém kraji, je architektonicky významná stavba, navržená Karlem Hubáčkem, zakládajícím členem architektonického studia SIAL (Sdružení inženýrů a architektů v Liberci) a jeho spolupracovníky Františkem Dvořákem a Vlastislavem Kolářem. Projekt a realizace stavby vznikaly v letech 1957–1963. Objekt se nachází v Máchově ulici č. 542, u silnice mezi nádražím a hlavním náměstím.

## Historie a charakter stavby
Počátky filmového promítání v severočeském lázeňském městě Doksy, ležícím v rekreační oblasti Máchova jezera, spadají do 20. let 20. století. Původní kino Heller se nacházelo v zadním traktu restaurace Bezděz, v dnešní ulici Komenského. V roce 1953 vyhořelo a náhradní prostory pro promítání poskytl na čas hotel Grand. Zároveň bylo rozhodnuto o výstavbě nové budovy kina. Při výkopových pracích pro založení stavby podle stávajícího projektu, se narazilo na spodní vodu a stavba byla pozastavena. 

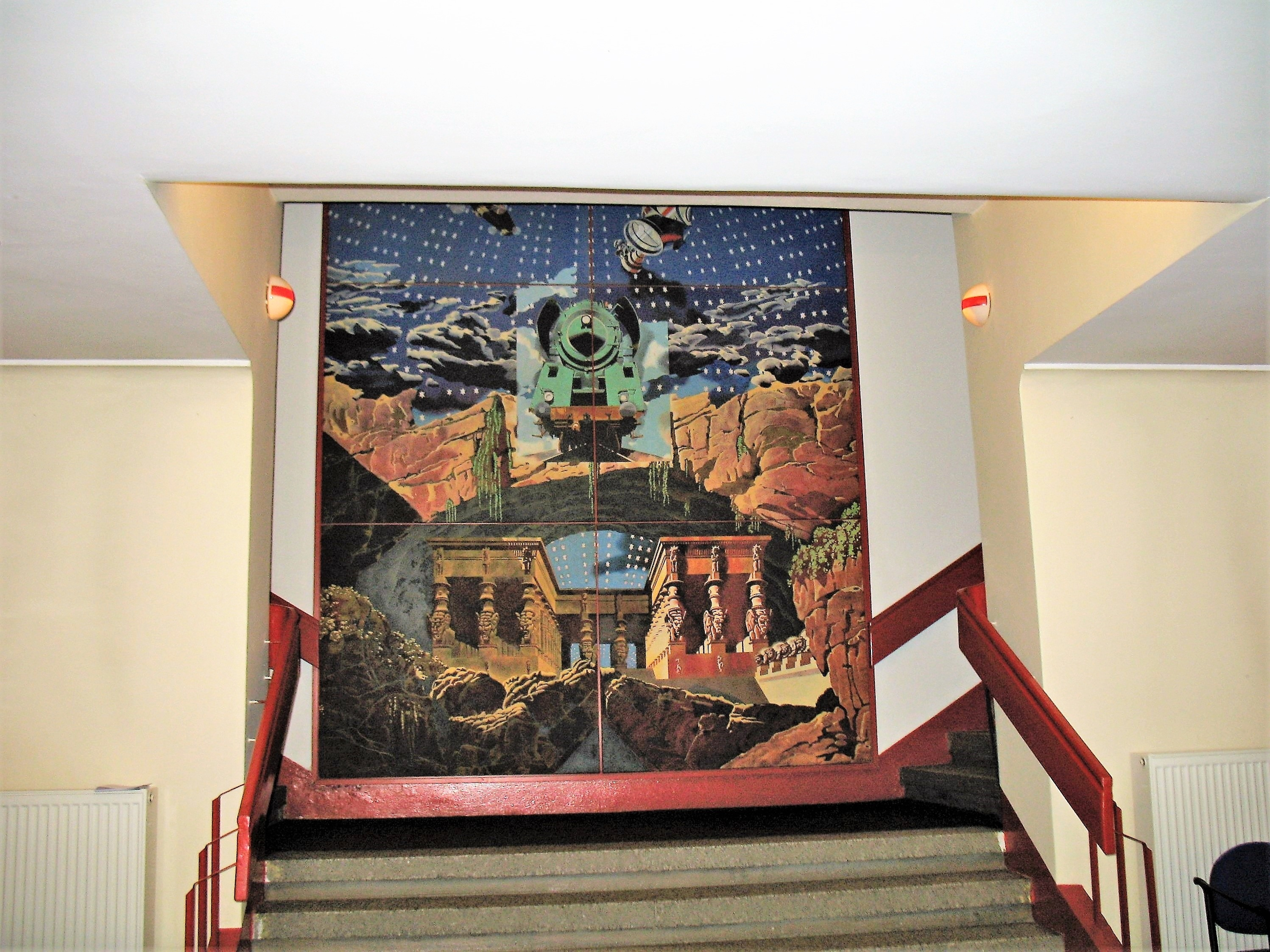
Výzdoba interiéru kina

Vypracováním nové projektové dokumentace byl pověřen liberecký architekt Karel Hubáček, který se svými spolupracovníky vytvořil projekt víceúčelové budovy, kde se kromě jednoho kinosálu a technického zázemí, nacházela v patře též kavárna. Autor tak vyprojektoval budovu, která se nepodobala obvyklým stavbám tohoto druhu, vzniklým v té době. Styl stavby, podle některých odborných kritiků, připomíná alpskou architekturu, podle jiných se tvůrce projektu inspiroval tvary lodí a vln na nedalekém Máchově jezeře. Lehkost a vzdušnost konstrukce umožnil především použitý stavební materiál, kterým byl železobeton, ze kterého byla též zhotovena skořepinová konstrukce střechy. Technicky se tak podařilo zvládnout stavbu ve svahu, na nestabilním podloží s agresivní spodní vodou.
Karel Hubáček zastával též funkci stavebního dozoru a 9. března 1963 bylo kino Máj slavnostně otevřeno premiérou českého filmu režiséra Karla Kachyni Závrať. Působivé interiéry vestibulu a kavárny v prvním podlaží vytvořili architekti Lidmila Švarcová a Otakar Binar. Kino bylo vybaveno, na svoji dobu, nejmodernější filmovou technikou s možností širokoúhlé projekce a se stereofonními reproduktory. Tato technika se však od 80. let již nevyužívala, protože filmy pro toto zařízení se z důvodů finanční náročnosti přestaly vyrábět. V polovině 80. let proběhla též první větší rekonstrukce budovy, jejíž podobu má kino Máj dodnes. Do roku 1992 se v kině stále promítalo minimálně jedenkrát denně i za situace, kdy v prázdninové sezóně promítala dvě letní kina, v Doksech a v přilehlých Starých Splavech.
Za měnících se ekonomických poměrů v 90. letech, ale docházelo ke stále většímu úbytku diváků, v důsledku zvýšení cen vstupenek, rozšíření sítě DVD a videopůjčoven, možností nákupu domácích kin i snižující se kvality filmů v distribuční síti. K tomu přistoupil i rychlý vývoj filmové techniky a kinu, které nebylo vybaveno digitální promítací technikou, hrozil zánik.

## Současnost

### Digitalizace a rekonstrukce
Díky iniciativě obyvatel města byl založen Nadační fond Antonína Bennewitze, jehož projekt „Historie a budoucnost dokského kina Máj“, připravený ve spolupráci s Městským kulturním střediskem Doksy a pod záštitou nadace Via, získal finanční příspěvek z programu ČSOB a Poštovní spořitelny pro podporu regionů.

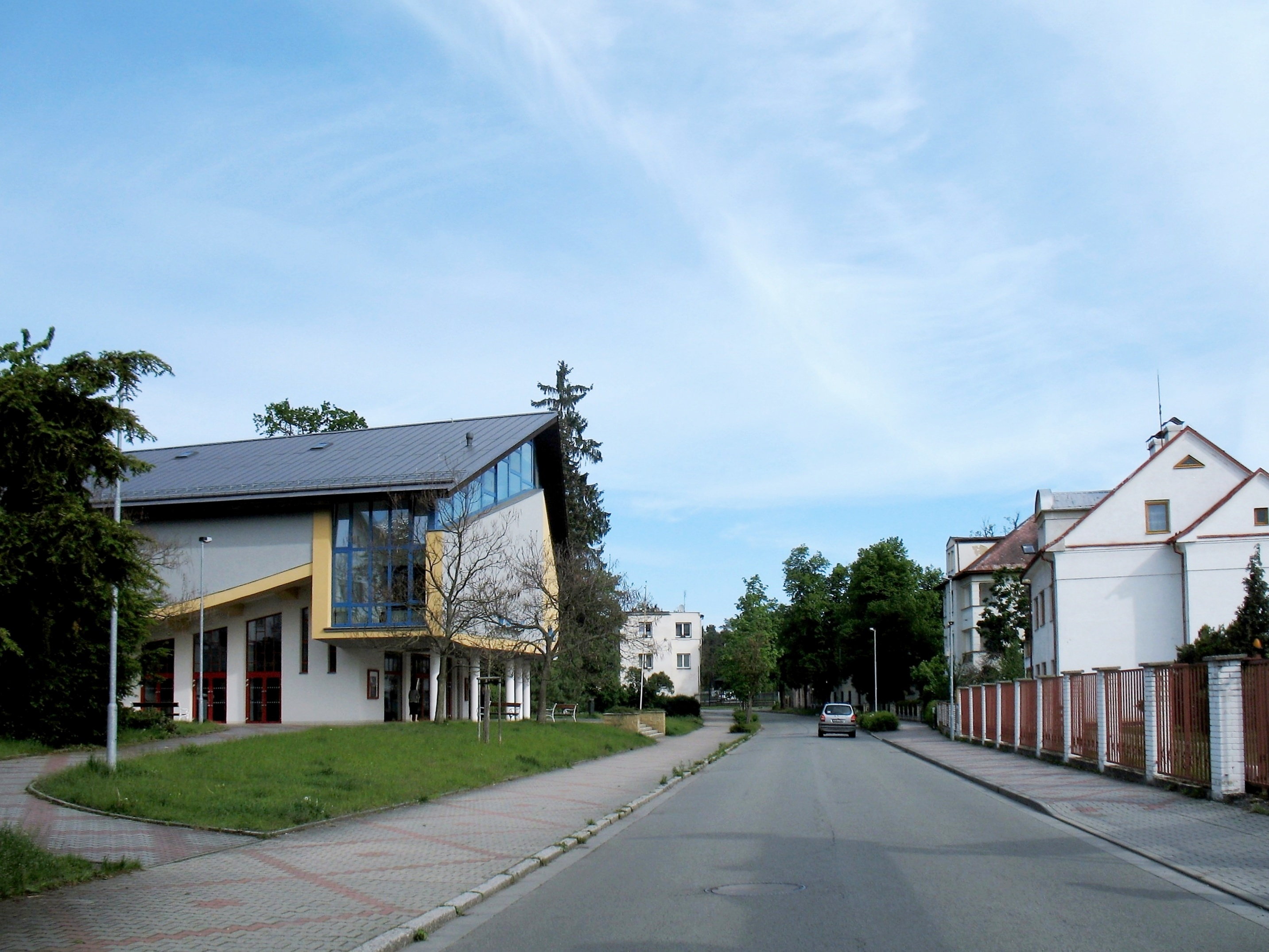
Máchova ulice v Doksech, vlevo kino

Celková investice do digitalizace kina si vyžádala zhruba částku 3 mil. Kč; dotaci ve výši 600 000 Kč poskytl Státní fond na podporu a rozvoj české kinematografie. Práce plánované od roku 2011 provedla firma ALTEI spol. s r.o. a 20. března 2012 bylo kino po digitalizaci slavnostně otevřeno filmem Čtyři slunce, režiséra Bohdana Slámy. Maximální kapacita jednosálového kina je 320 míst.
Záměrem města je vytvořit z kina Máj multifunkční kulturní centrum a využívat jeho prostory i pro divadelní představení malých forem, koncerty, tematické filmové pořady, výstavy ve vestibulu apod. Po rekonstrukci sociálního zařízení v kině v roce 2008  by, v roce 50. výročí existence kina (2013), měla začít jeho postupná celková rekonstrukce v ceně 11 mil. Kč, jejímž cílem je snížení energetické náročnosti budovy. Práce jsou rozděleny do 4 etap: střecha a zateplení budovy, nová elektroinstalace, prostorové úpravy objektu a rekonstrukce interiéru. Výsledkem by mělo být zachování této kulturně–stavební pamětihodnosti i do budoucna.
Odkládaná rekonstrukce začala v červnu 2014, opravy této etapy za 8 milionů Kč byly ukončeny počátkem listopadu 2014 a kino ihned obnovilo promítání.

### Program kina
Kino promítá celoročně, s výjimkou pravidelné měsíční odstávky v zimních měsících. Mimo sezonu probíhají obvykle dvě až tři promítání v týdnu, v letní sezoně se promítá každý den.
19. dubna 2008 se zde uskutečnily ozvěny filmového festivalu Febiofest. Od roku 2011 kino hostí i festival cestovatelských filmů Expediční kamera. Kromě toho se v kině pořádají tematicky zaměřené filmové i nefilmové akce (ceremonie, divadelní představení či zasedání zastupitelstva).
V roce 2008 v kině proběhla slavnostní předpremiéra filmu režiséra F. A. Brabce Máj, v lednu 2013 se zde měla konat i předpremiéra animovaného filmu Čtyřlístek ve službách krále. Kvůli technickým problémům byla projekce přesunuta až na 2. března 2013, dva dny po celostátní premiéře.